# Narcis
Narcis je moško osebno ime.

## Izvor imena
Ime Narcis je prišlo k nam verjetno prek latinskega imena Narcissus, le to pa izhaja iz grškega imena Ναρκισσoς (Narkissos). Narcis je bil v starogrški mitologiji sin rečnega boga Kefisa in  nimfe Lejriope.

## Različice imena
- moške različice imena: Narciso, Narciz, Narčizo
- ženski različici imena: Narcis, Narcisa
- klicna oblika iena: Čižo

## Tujejezikovne različice imena
- pri Čehih: Narcis
- pri Italijanih: Narciso
- pri Poljakih: Narcyz

## Pogostost imena
Po podatkih Statističnega urada Republike Slovenije je bilo na dan 31. decembra 2007 v Sloveniji število moških oseb z imenom Narcis: 14.

## Osebni praznik
Narcis je ime več svetnikov. Najbolj znan je Narcis (Narcizij), mučenec in škof v Jeruzalemu, ki je umrl 29. oktobra v 3. stoletju.

## Zanimivost
Narcis je bil zelo lep, a čustveno hladen mladenič. Po grškem mitološkem Narcisu je nastal izraz narcís, to je »moški, ki občuduje samega sebe, zlasti svojo lepoto«.